# Республика Корея на зимних Олимпийских играх 1972
Республика Корея принимала участие в Зимних Олимпийских играх 1972 года в Саппоро (Япония) в шестой раз за свою историю, но не завоевала ни одной медали. Сборную страны представляло 8 официальных лиц и пять спортсменов, в том числе 4 женщины. Ли Гюн Хи была самой юной участницей в конькобежном спорте.

## Результаты соревнований

### Конькобежный спорт
Мужчины
| Соревнование | Спортсмен  | Результат | Место | Отставание |
| ------------ | ---------- | --------- | ----- | ---------- |
| 500 метров   | Чон Чон Гу | 41,42     | 22    | +2,98      |
| 1500 метров  | Чон Чон Гу | 2:17,36   | 35    | +14,40     |

Женщины
Индивидуальные гонки
| Соревнование | Спортсменки | Результат | Место | Отставание |
| ------------ | ----------- | --------- | ----- | ---------- |
| 500 метров   | Чой Чон Хи  | 46,74     | 22    | +3,41      |
| 500 метров   | Ли Кюн Хи   | 47,45     | 26    | +4,12      |
| 500 метров   | Чон Сон Ок  | DNS       | —     | —          |
| 1000 метров  | Чон Сон Ок  | 1:36,24   | 25    | +4,84      |
| 1000 метров  | Ли Кюн Хи   | 1:36,50   | 26    | +5,10      |
| 1000 метров  | Чой Чон Хи  | 1:37,57   | 31    | +6,17      |
| 1500 метров  | Чой Чон Хи  | 2:29,79   | 22    | +8,94      |
| 1500 метров  | Чон Сон Ок  | 2:32,06   | 28    | +11,21     |
| 3000 метров  | Чон Сон Ок  | 5:24,27   | 19    | +32,13     |
| 3000 метров  | Чой Чон Хи  | DNS       | —     | —          |

### Фигурное катание
| Соревнование              | Спортсменка | CF | FS | Баллы | Сумма баллов | Сумма мест | Место |
| ------------------------- | ----------- | -- | -- | ----- | ------------ | ---------- | ----- |
| женское одиночное катание | Чан Мён Су  | 18 | 19 | 19    | 2117,0       | 171        | 19    |